# Ангулемска катедрала
Ангулемска катедрала или Катедрала „Свети Петър от Ангулем“ (на френски: Cathédrale Saint-Pierre d'Angoulême) е католическа катедрала в град Ангулем, Франция.
Днес фасадата ѝ е украсена с около 70 скулптури. Височината на сградата е 32 м, а радиусът на купола – 8 м.

## Екстериор
На предната част са разработени два иконографски теми: на „Възнесението“ и  „Страшния съд“. Христос се появява стоящ в мандорла, тъй като според преданието тя се появява в деня на неговото Възнесение. Около него са изобразени евангелистите в тетраморфни образи.
- Христос на западната фасада в мандорла с евангелистите
- над централна фасадна порта – изображение свързано с Песен за Роланд
- над централна фасадна порта – изображение свързано с Песен за Роланд
- план на катедралата

## Исторически бележки
Епископ Жирар II, основател на катедралата „Свети Петър“, който умира през 1136 г., е обявен за разколник в резултат на своята позиция в подкрепа на антипапа Анаклет, докато Галиканската църква подкрепя официално партията на папа Инокентий II през 1130 г. при избора на двамата папи от различни конклави. Неговото ексхумирано тяло от катедралата е прехвърлено на неизвестно място и е погребано по-късно, но все пак при тайна за положението му. По-късно намерен и препогребан в катедралата.

Граф Жан II Ангулемски (1400 † 1467), наричан „Добрият граф Жан д'Ангулем“, е погребан в катедралата в ъгъла на стълбите на хора в южния трансепт. През 1876 г. е направена скулптура на графа и е поставена отвън пред църквата.
- Надгробен надпис на Жирар
- Статуя на молещия се граф Жан II Ангулемски
- органът на катедралата